# Laphria flava
Laphria flava, är en tvåvingeart som först beskrevs av Carl von Linné 1761. Den kan bli upp till 2.5 centimeter lång, lägger ägg i död ved av tall och jagar andra insekter. Laphria flava ingår i släktet Laphria och familjen rovflugor. Arten är reproducerande i Sverige. Inga underarter finns listade i Catalogue of Life.

## Bildgalleri

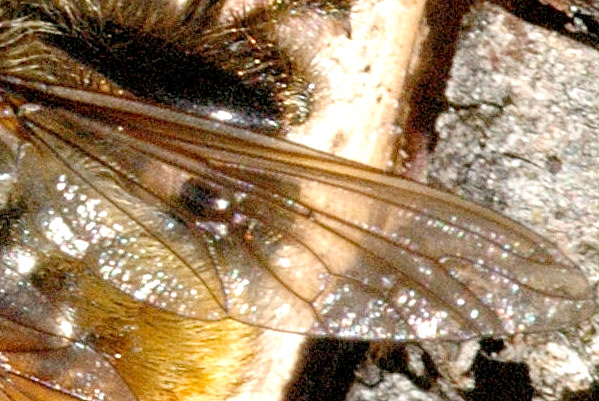
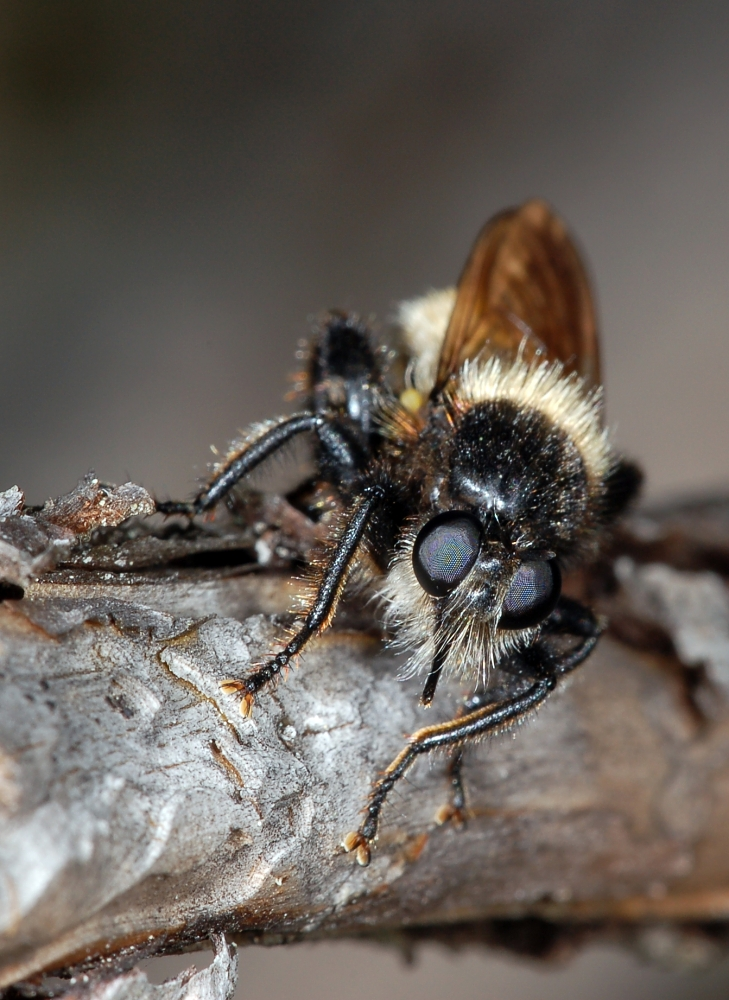